# Judi-Dart

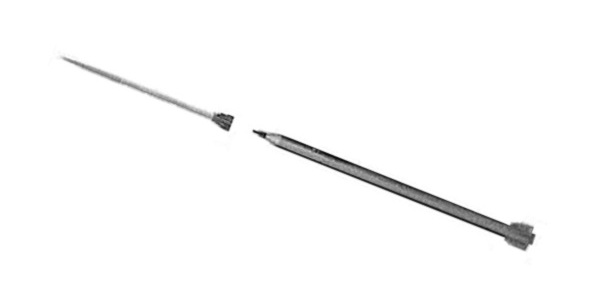
Un cohete Judi-Dart.

El Judi-Dart fue un cohete sonda estadounidense de combustible sólido, fabricado por Rocket Power Inc., utilizado entre 1964 y 1972. Este cohete fue muy popular en todo el mundo para su uso en la investigación meteorológica.

## Uso
El cohete Judi-Dart, se utilizaba básicamente para sondeos meteorológicos entre 30 y 60 km de altitud. La parte superior del cohete era impulsada hasta unos 76 km de altitud, momento en el que un pequeño explosivo expulsaba la carga útil, generalmente compuesta de láminas de metal (de cobre) polarizadas que luego eran seguidas en su movimiento lateral. Además de esta carga útil estándar, se emplearon también otras, por ejemplo: paracaídas, pelotas inflables, y sensores de temperatura.

## Descripción

### Motor
El motor era de combustión interna, con 1,70 m de largo y 8 cm de diámetro (1.9KS2150) con un empuje inicial de 9 kN, y un tiempo de combustión de sólo 2 s alcanzando casi la velocidad 1500 m/s. En este momento, el motor se separa del perno, que alcanza su pico de 75 km a alrededor de 135 s después del inicio de la ignición.

### Dart
La parte superior del cohete era un cilindro de 4 cm de diámetro y aproximadamente 1 m de altura, y aerodinámicamente optimizado. El diámetro de este dardo variaba ligeramente en función de la carga útil.

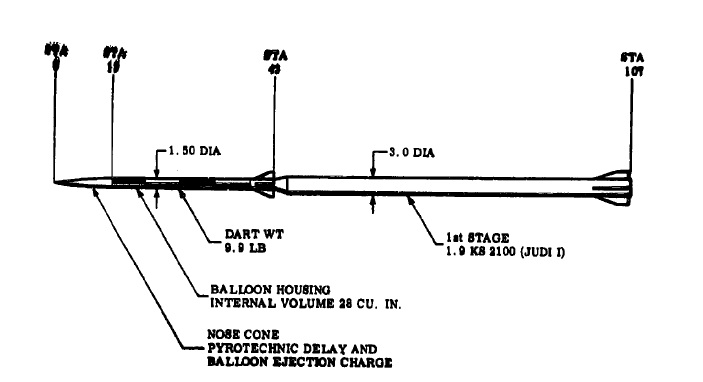
Esquema de un cohete Judi-Dart.

## Características
- Altura: 2,7 m
- Diámetro: 8 cm (4 cm la punta)
- Empuje: 9 kN
- Apogeo: 65 km
- Primer lanzamiento: 18 de marzo de 1964
- Último lanzamiento: 1 de enero de 1972
- Número de lanzamientos: 680 (mundial) con una tasa de éxito del 99,68 %.